# Filmographie de Louis Feuillade
 (août 2025).
Cet article présente la filmographie de Louis Feuillade. Il ne s'agit que de films muets. 

## Réalisateur

### 1906 à 1910

#### 1906
- Le Bon Écraseur
- Un coup de vent
- Tartarin de Toulouse

#### 1907
- Pensée d'automne
- Le Récit du colonel (ou 1908 ?)
- Satan fait la noce
- La Vengeance corse

janvier
- C'est papa qui prend la purge

février
- Le Docteur Coupe-Toujours
- La Dame de Pézenas
- Il pleut bergère
- L'Enfant bien gardée
- Le Bilboquet homéopathique

mars
- Le Thé chez la concierge
- La Terroriste
- La Fille du faux-monnayeur
- Le Verglas
- Chien et Chemineau

avril
- Le Gêneur
- Le Billet de banque (réalisation d'Alice Guy ?)
- Le Cul-de-jatte emballé
- Histoire d'un mari et d'un chapeau

mai
- La Puce
- Belle-maman n'ira plus à la fête
- Le Cavalier novice
- La Colle était bonne !
- La Bienfaitrice
- Le Bonnet à poil (réalisation d'Alice Guy ?)
- L'Âne récalcitrant
- Un bon hôtel

juillet
- Un monsieur aimanté
- Toujours tout droit !
- Le Frotteur
- La Fiancée du volontaire
- La Fontaine de jouvence
- Nettoyage par le vide
- La Tignasse de Jean-Marie
- Les Gendarmes
- Fumée sans feu
- Le Jaloux puni
- Une héroïne de quatre ans
- Le Lit à roulettes (réalisation d'Alice Guy ?)
- La Glu (réalisation d'Alice Guy ?)
- Le Mari modèle
- Faux départ
- Le Témoignage de l'enfant
- Grand-père et le Petit Chat
- On a volé mon vélo
- L'Auto-remorque
- Un noyé
- L'Estafette
- Le Colonial
- Les oignons font pleurer
- Un premier prix de gymnastique
- La Femme du contrebandier
- Le Roman de la pécheresse

novembre
- Une nuit agitée
- Les Fiancés
- Les Effets de la chaleur
- Le Drapeau
- Le Petit Abbé
- L'Éclaireur
- Le Terre-neuve
- Romance sentimentale
- Le Noël de l'ouvrier

#### 1908
- Le Billet de loterie
- Le Clairon
- Daniel dans la fosse aux lions
- L'Invention de la poudre
- Lucrèce
- Nouvelle histoire de Puce
- L'Orpheline
- Le Tabac de grand-père
- La Traite

février
- La Ronde des Djins
- L'Usurier
- L'Ami des chiens
- Les chansons ont leur destin
- Le Violon
- L'Enfance charitable

mars
- La Légende de la fileuse (ou La Sirène)
- La Roche au trésor

avril
- Le Retour du croisé
- Les Deux Guides
- Un paquet embarrassant
- La Servante
- Histoire vécue
- Serment de fiancés

mai
- Drame de la misère
- L'Attentat
- Ayez pitié d'un pauvre aveugle
- La Dame de compagnie

juin
- Les Noces blanches
- L'Infidèle
- Le Petit Innocent
- Le Furoncle
- Le Rapt
- Le Roman du matelot
- La Légende de Narcisse
- Le Remords
- La Chemise d'un homme heureux

juillet
- La Canne du douanier
- Le Calvaire d'une ouvrière
- La Tournée du garde-champêtre
- La Fiancée du maître d'armes
- Le Vieux Berger

août 
- Une dame vraiment bien
- Le Vieux Chemineau
- Les Agents tels qu’on nous les représente

septembre
- Prométhée
- L'Amour et Psyché

novembre
- L'Esclave
- Le Devoir
- L'Innocent

décembre
- La Dévoyée
- L'Incendiaire

#### 1909
- La Bague
- La Berceuse
- La Boîte de Pandore
- La Chasse au bois hanté
- La Croix de l'empereur
- La Cure d'air de Bébé
- Les Deux Sœurs
- Le Domino rouge
- Le Huguenot
- L'Idée du pharmacien
- Loin du bagne
- Madame Bernard
- Le Miroir hypnotique
- La Mort de Sire de Framboisy
- Probité mal récompensée
- Rayons et Ombres
- Le Spadassin
- Vanité
- Vers le Pôle Sud

janvier
- Le Roman de Sœur Louise
- La Fiancée du forgeron

février
- Le Paralytique
- La Contrebandière
- La Lettre anonyme

mars 
- Les Heures : l'aube, l'aurore
- Les Heures : le matin, le jour
- Les Heures : le midi, la vesprée, le crépuscule
- Les Heures : le soir, la nuit
- Pieux Mensonge
- Le Mensonge de Sœur Agnès
- Pauvre Chiffonnier

avril
- Le Péché d'une mère
- Voleurs d'enfants
- L'Aveugle de Jérusalem
- Les Rameaux
- Le Crucifix

mai
- L'Enfant
- Tu ne tueras point
- Le Puits
- Les Deux Mères
- Le Chœur des girondins
- Le Régiment de Sambre-et-Meuse

juin
- Le Mirage
- Judith et Holopherne
- La Mère du moine
- Le Printemps
- Le Fou

juillet
- L'Aveugle et son chien
- Vainqueur de la course pédestre
- Le Petit Tambour de 92
- La Possession de l'enfant
- La Montre à répétition

août
- La Redingote
- Les Vieux
- Sérénade interrompue
- Trait de bonté de Napoléon Ier
- L'Imagier du Mont-Saint-Michel
- L'Indifférente
- La Légende des phares

septembre 
- Un premier amour
- La Fée des grèves
- La Côte d'Émeraude
- La Chatte métamorphosée en femme
- La Fille du passeur

octobre
- Le Mort
- Le Petit Soldat

novembre
- Les Filles du cantonnier
- La Bouée
- Les Gardes françaises

décembre
- Le Voile des nymphes
- L'Épave
- Idylle corinthienne
- La Mort de Cambyse
- Concarneau
- La Cigale et la Fourmi
- La Côte sauvage à Belle-Isle
- Matelot

#### 1910
- L'An Mil
- Au bord de la faute
- Au temps de la chouannerie
- L'Aventurière ou Les Cigarettes narcotiques
- Bébé apache
- Bébé fume
- Bébé moraliste
- Bébé nègre
- Bébé pêcheur
- Le Biniou
- Bonne année
- La Brouille
- Les Carbonari
- La Chevrière
- Le Chien reconnaissant
- Le Christ en croix
- Le Cinématographe de Pierrot
- La Citoyenne
- Cœur de père
- Conscience de fou
- La Couronne de roses
- L'Enfant disgracié
- Esther
- L'Exode
- La Faute d'une autre
- Le Festin de Balthazar
- La Fiancée du batelier
- La Fiancée du conscrit
- Le Fil de la vierge
- L'Habit neuf
- L'Héritage
- L'Honneur du scaphandrier
- L'Idéal d'Arias
- Jeunesse
- Le Journal d'une orpheline
- La Justicière
- La Légende de Daphné
- La Légende de Midas
- Le Louis de vingt francs
- Le Lys d'or
- Lysistrata ou la Grève des baisers
- 1814
- Le Martyre d'une femme
- Le Matelot criminel
- Mater Dolorosa
- Maudite soit la guerre
- La Mauvaise Nouvelle
- Le Mauvais Hôte
- Midinette
- Le Miroir
- La Nativité
- Le Noël du vagabond
- L'Œuvre accomplie
- Le Pain quotidien
- Pâques florentines
- Les Parents de l'enfant prodigue
- Le Passé
- Le Pater
- Pauvre Petit
- Pauvre Toutou
- Le Petit Acrobate
- Le Petit Reporter
- Le Petit Violoniste
- Petits Poèmes antiques
- Le Quart d'heure de Rabelais
- Les bergères n'épousent pas les rois
- La Restitution
- Roland à Roncevaux
- La Sacoche
- Sarabande bretonne
- Le Secret du corsaire rouge
- Les Sept Péchés capitaux I : L'Orgueil
- Les Sept Péchés capitaux II : L'Avarice
- Les Sept Péchés capitaux III : La Luxure
- Les Sept Péchés capitaux IV : L'Envie
- Les Sept Péchés capitaux V : La Gourmandise
- Les Sept Péchés capitaux VI : La Colère
- Les Sept Péchés capitaux VII : La Paresse
- Le Sorcier
- Le Spectre
- Le Tricheur (ou Le Grec)
- La Trouvaille de Bébé
- Un drame aux Indes
- La Vengeance posthume du Dr. William
- La Vie de Pouchkine
- La Voix du père

### 1911 à 1915

#### 1911
- L'Alibi
- André Chénier
- Aux lions les chrétiens
- L'Aventurière, dame de compagnie
- Le Bas de laine
- Bébé à la ferme
- Bébé a le béguin
- Bébé a lu la fable
- Bébé agent d'assurances
- Bébé au Maroc
- Bébé candidat au mariage
- Bébé chemineau
- Bébé corrige son père
- Bébé court après sa montre
- Bébé devient féministe
- Bébé est au silence
- Bébé est myope
- Bébé est neurasthénique
- Bébé est socialiste
- Bébé est somnambule
- Bébé est sourd
- Bébé et la Danseuse
- Bébé et sa propriétaire
- Bébé et ses grands-parents
- Bébé et son âne
- Bébé fait chanter sa bonne
- Bébé fait du cinéma
- Bébé fait son problème
- Bébé fait une fugue
- Bébé fait visiter Marseille
- Bébé flirt
- Bébé Hercule
- Bébé hypnotiseur
- Bébé la terreur
- Bébé marchand des quatre saisons
- Bébé marie son oncle
- Bébé millionnaire
- Bébé philanthrope
- Bébé pratique le jiu-jitsu
- Bébé prestidigitateur
- Bébé protège sa sœur
- Bébé roi
- Bébé tire la cible
- Bébé veut imiter Saint-Martin
- Le Bracelet de la marquise
- Les Capuchons noirs
- Charles VI
- Le Chef-lieu de canton
- Le Crime inutile
- Dans la vie
- Le Destin des mères
- Les Doigts qui voient
- En grève
- L'Enlèvement de tante Ursule
- La Fiancée d'Éole
- Fidélité romaine
- Le Fils de la reine aveugle
- La Fille du juge d'instruction
- Le Fils de la Salamite
- Le Fils de Locuste
- La Fin de Paganini
- Flore et Zéphir
- Héliogabale ou L'Orgie romaine
- L'Héritage du demi-solde
- L'Heure qui tue
- La Lettre aux cachets rouges
- La Lettre égarée
- Maison de la peur
- Maître chanteur
- Le Mariage de l'aînée
- Marie Stuart et Rizzio
- Les Menottes
- Le Noël de Bébé
- Les Petites Apprenties
- Le Poison
- La Prêtresse de Carthage
- Quand les feuilles tombent
- Le rêve passe
- Le Roi Lear au village
- La Révolution française
- La Souris blanche
- Sous le joug
- La Suspicion
- Tant que vous serez heureux
- Tante Aurore
- La Tare
- Thais
- Le Trafiquant
- Le Trust ou les Batailles de l'argent
- Le Tyran de Syracuse
- Une belle dame passa
- Vers l'idéal
- La Vierge d'Argos
- Les Vipères
- La Vie telle qu’elle est
- Les Yeux clos

#### 1912
- L'Accident
- Amour d'automne
- Androclès
- L'Anneau fatal
- L'Attrait du bouge
- Les Audaces de cœur
- Bébé adopte un petit frère
- Bébé artiste capillaire
- Au pays des lions
- Bébé chez le pharmacien
- Bébé colle les timbres
- Bébé est perplexe
- Bébé est ange gardien
- Bébé et la Carpe reconnaissante
- Bébé et la Lettre anonyme
- Bébé et le Financier
- Bébé et le Satyre
- Bébé et le Vieux Marcheur
- Bébé et la Gouvernante
- Bébé fait du spiritisme
- Bébé jardinier
- Bébé juge
- Bébé marie sa bonne
- Bébé n'aime pas sa concierge
- Bébé pacificateur
- Bébé persécute sa bonne
- Bébé roi des policiers
- Bébé se noie
- Le Suicide de Bébé
- Bébé se venge
- Bébé s'habille tout seul
- Bébé soigne son père
- Bébé trouve un portefeuille
- Bébé veut payer ses dettes
- Bébé victime d'une erreur judiciaire
- Bébé voyage
- Bébé, Bout de Zan et le Voleur
- Bout de Zan revient du cirque
- Les Braves Gens
- La Cassette de l'émigrée
- C'est Bébé qui boit le muscat
- Le Château de la peur
- Chauffeur par amour
- Les Chefs d'œuvre de Bébé
- Les Cloches de Pâques
- Le Cœur et l'Argent
- Compliments sincères
- La Conversion d'Irma
- La Course aux millions
- Dans la brousse
- La Fille du margrave
- La Hantise
- L'Intruse
- Haut les mains !
- L'Homme de proie
- Jeune fille moderne
- La Maison des lions
- Le Maléfice
- La Mort de Lucrèce
- Le Mort vivant
- Le Nain
- Napoléon, Bébé et les Cosaques
- Les Noces siciliennes
- Le Noël de Francesca
- L'Oubliette
- Le Petit Poucet
- La Petite Volontaire
- Le Pont sur l'abîme
- La Prison sur le gouffre
- Le Proscrit
- La Préméditation
- Sous la livrée
- Le Témoin
- La Tirelire de Bout de Zan
- Le Tourment
- Tyrtée
- Un cas de conscience
- La Vengeance du sergent de ville
- La Vertu de Lucette
- La Vie ou la Mort
- Voisins et Voisines
- Les Yeux qui meurent
- La Fin de la révolution américaine

#### 1913
- L'Agonie de Byzance
- Les Ananas
- L'Angoisse
- Le Crime de Bout de Zan
- Les Souhaits de Bout de Zan
- Au gré des flots
- Bébé en vacances
- Le Bon Propriétaire
- Bout de Zan a la gale
- Bout de Zan au bal masqué
- Bout de Zan chanteur ambulant
- Bout de Zan et le Chemineau
- Bout de Zan et le Chien policier
- Bout de Zan et le Chien ratier
- Bout de Zan et le Cigare
- Bout de Zan et le Crime du téléphone
- Bout de Zan et le Crocodile
- Bout de Zan et le Lion
- Bout de Zan et le Mannequin
- Bout de Zan et le Pêcheur
- Bout de Zan et le Ver solitaire
- Bout de Zan et sa petite amie
- Bout de Zan fait les commissions
- Bout de Zan fait une enquête
- Bout de Zan regarde par la fenêtre
- Bout de Zan s'amuse
- Bout de Zan vole un éléphant
- Le Browning
- Les Cerises de Bout de Zan
- Les Chasseurs de lions
- Le Diamant du Sénéchal
- L'Écrin du Rajah
- L'Éducation de Bout de Zan
- L'Effroi
- Erreur tragique
- Les Étrennes de Bout de Zan
- La Gardienne du feu (trois parties)
- Le Guet-apens
- L'Hôtel de la gare
- L'Illustre Mâchefer
- La Marche des rois
- Le Mariage de Miss Nelly
- Le Ménestrel de la reine Anne
- Les Millions de la bonne
- La Momie
- Oscar a des chevaux de course
- Oscar a pris les femmes en horreur
- Oscar au bain
- Oscar en villégiature
- Oscar ermite
- Oscar et Kiki la midinette
- Oscar et le Tic de Barbassol
- Oscar exagère
- Oscar fait ses neuf jours
- Oscar imprésario
- Oscar pompier par amour
- Oscar pris au piège
- Oscar séquestré
- Oscar suivra toujours
- La Petite Danseuse
- La Première Idylle de Bout de Zan
- La Rencontre
- Le Revenant
- La Robe blanche
- S'affranchir (trois parties)
- Le Secret du forçat
- Les Somnambules
- Un drame au Pays basque
- Une aventure de Bout de Zan
- Un scandale au village
- Les Yeux ouverts
- Fantômas I : À l'ombre de la guillotine
- Fantômas II : Juve contre Fantômas
- Fantômas III : Le Mort qui tue

#### 1914
- Fantômas IV : Fantômas contre Fantômas
- Fantômas V : Le Faux magistrat
- Après la tempête
- La Boutiquière des Catalans
- Bout de Zan écrit ses maximes
- Bout de Zan en villégiature
- Bout de Zan épicier
- Bout de Zan et le Père Ledru
- Bout de Zan et le Ramoneur
- Bout de Zan et le Sac de noix
- Bout de Zan et l'Espion
- Bout de Zan infirmier
- Bout de Zan pacifiste
- Bout de Zan pugiliste
- Bout de Zan vaudevilliste
- Bout de Zan veut s'engager
- Le Calvaire
- Le Coffret de Tolède
- L'Enfant de la roulotte (cinq parties)
- Les Fiancées de 1914
- Les Fiancés de Séville
- Le gendarme est sans culotte
- La Gitanella
- Le Jocond
- Les Lettres
- Manon de Montmartre (trois parties)
- La Neuvaine
- Le Noël de Bout de Zan
- Les Pâques rouges
- La Petite Andalouse
- Les Résolutions de Bout de Zan
- Severo Torelli
- Tu n'épouseras jamais un avocat

#### 1915
- L'Angoisse au foyer
- Le Blason
- Bouboule
- Le Furoncle
- Bout de Zan aime l'Italie
- Bout de Zan et le Poilu
- Bout de Zan et l'Embusqué
- Bout de Zan et les Contrebandiers de la Riviera
- Bout de Zan sorcier
- Bout de Zan va t'en guerre
- Celui qui reste
- Le Collier de perles
- Le Colonel Bontemps
- Le Coup du fakir
- La Course à l'abîme
- La Destruction de Carthage
- Deux Françaises
- L'Escapade de Filoche
- L'Expiation
- Le Fer à cheval
- Fifi tambour
- François Villon
- Les Héros de l'Yser
- Jeunes filles d'hier et d'aujourd'hui
- Les Noces d'argent
- L'Ombre de la mort
- L'Oncle de Bout de Zan
- Le Roman de Midinette
- Son or
- Le Sosie
- L'Ombre tragique
- Triple Entente
- L'Union sacrée
- La Zingara
- Les Vampires (10 épisodes en 1915 et 1916)

### 1916 à 1920

#### 1916
- L'Aventure des millions
- Bout de Zan est patriote
- Bout de Zan et la Gamine
- Bout de Zan et la Torpille
- Bout de Zan et le Fantôme
- Bout de Zan se venge
- C'est le printemps !
- Les Deux Frères
- L'Épreuve
- Les Fiançailles d'Agénor
- Les Fourberies de Pingouin
- Lagourdette gentleman cambrioleur
- Le Malheur qui passe
- Les Mariés d'un jour
- Le Noël du poilu
- Notre pauvre cœur
- La Peine du talion
- Le Poète et sa folle amante
- Le Prix du pardon
- Le Retour de Manivel
- Si vous ne l'aimez pas...
- Un mariage de raison
- Judex (12 épisodes)

#### 1917
- C'est pour les orphelins !
- L'Autre
- Le Bandeau sur les yeux
- Débrouille-toi
- Déserteuse !
- L'Esclave de Phidias
- La Femme fatale
- La Fugue de Lily
- Herr Doktor
- Mon oncle
- Le Passé de Monique
- Aide-toi

#### 1918
- La Nouvelle Mission de Judex (douze épisodes)
- Les Petites Marionnettes

#### 1919
- Vendémiaire (quatre parties)
- Tih Minh (douze épisodes)
- L'Homme sans visage
- L'Engrenage
- Le Nocturne
- L'Énigme

#### 1920
- Barrabas (douze épisodes)

### 1921 à 1925

#### 1921
- Les Deux Gamines (douze épisodes)
- L'Orpheline (douze épisodes)
- Saturnin ou le Bon Allumeur
- Séraphin ou les Jambes nues
- Zidore ou les Métamorphoses

#### 1922
- Gustave est médium
- Marjolin ou la Fille manquée
- Gaëtan ou le Commis audacieux
- Parisette (douze épisodes)
- Lahire ou le Valet de cœur
- Le Fils du Flibustier (douze épisodes)

#### 1923
- Le Gamin de Paris
- Vindicta (cinq épisodes)

#### 1924
- L'Orphelin de Paris (six épisodes)
- La Fille bien gardée
- La Gosseline
- Lucette
- Pierrot, Pierrette

#### 1925
- Le Stigmate (six parties)